# Junta Suprema de Govern del Regne de València
Junta Suprema de Govern del Regne de València fou un organisme constituït el 25 de maig de 1808 al País Valencià durant la Guerra del Francès per a organitzar la lluita contra els francesos. Era composta per gent procedent de diferents estaments socials tant nobles com clergues (el franciscà Joan Rico) i representants popular (l'advocat Manuel Cortés i Sanç). El seu primer president fou el capità general Rafael Vasco i Vargas, comte de la Conquista, i el seu vicepresident l'arquebisbe Josep Company i Soler.
Tal com va ocórrer amb la Junta Superior d'Aragó i part de Castella, les seues primeres mesures foren el reconeixement de Ferran VII com a rei d'Espanya i començar negociacions amb Anglaterra per a obtenir armes i suport per la lluita contra els francesos, així com enviar ambaixades al Regne de les Dues Sicílies i al Regne de Sardenya. Alhora que organitzava la defensa de la ciutat de València contra l'assetjament francès, va fer executar el frare Baltasar Calvo, autor de la matança de francesos durant la primera batalla de València (5 de juny de 1808). Va donar suport a la Junta Suprema Central constituïda a Aranjuez el setembre de 1808 i canvià el seu nom pel de Junta Superior d'Observació i Defensa del Regne de València.
El 3 de març de 1810 el capità general i diputat a les Corts de Cadis Josep Caro i Sureda va ordenar la seva supressió.
| President                   | Durada                                      | Afiliació              |
| --------------------------- | ------------------------------------------- | ---------------------- |
| Rafael Blasco i Vargas      | 25 de maig de 1808-25 de setembre de 1809   | Il·lustrat             |
| Ramon de Castro i Gutiérrez | 25 de setembre de 1809-10 d'octubre de 1809 | Liberal                |
| Josep Caro i Sureda         | 10 d'octubre de 1809-3 de març de 1810      | Absolutista ferranista |